# 城山古墳群 (香取市)

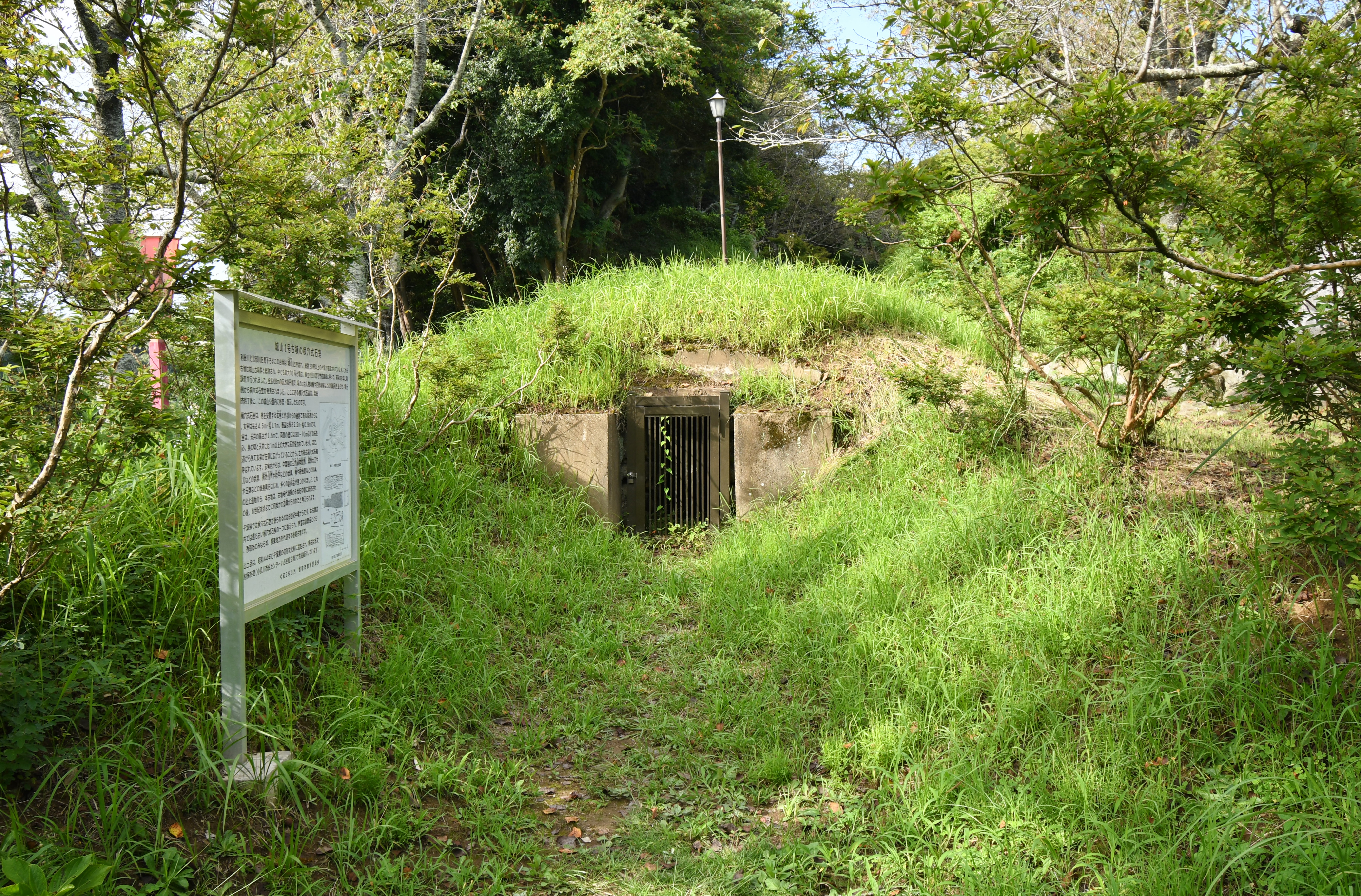
城山1号墳 移築石室

城山古墳群（じょうやまこふんぐん）は、千葉県香取市小見川にある古墳群。1基（4号墳）が香取市指定史跡に指定され、1号墳出土品は千葉県指定有形文化財に指定されている。

## 概要
千葉県北東部、利根川（旧鬼怒川）下流域南岸の、支流黒部川左岸の台地（通称「城山」、標高約42メートル）上に営造された後期古墳群である。前方後円墳8基・方墳2基・円墳11基・不明7基の計20数基から構成される。1963年（昭和38年）以降に学校建設・公園整備などに伴う発掘調査が実施されている。
古墳群のうち最大規模の古墳は1号墳で、墳丘長68メートルの前方後円墳である。1号墳の調査では、三角縁神獣鏡を始めとして武器・武具・装飾品など多数の副葬品が出土しており、関東地方でも有数の後期古墳になる。この1号墳を盟主墳とする形で多数の古墳が築造されるが、前方後円墳の割合が高い点、横穴式石室の採用例が多い点、埴輪列を伴う事例が多い点が特筆される。特に4号墳は、1号墳とほぼ同時期の築造と推定されるが、墳丘規模は1号墳の半分程度であり、同時期の被葬者一族の階層を考察するうえで示唆的な例になる。
営造時期は、古墳時代後期-終末期の6世紀-7世紀前半頃と推定される。利根川下流域では有数の後期古墳群であり、周辺の木内廃寺跡（香取市木内）・清水入瓦窯（香取市虫幡）と合わせて、『先代旧事本紀』「国造本紀」に見える下海上国造との関連が指摘される。
4号墳は1973年（昭和48年）に小見川町指定史跡（現在は香取市指定史跡）に指定され、1号墳出土品は1969年（昭和44年）に千葉県指定有形文化財に指定された。現在では古墳群の一部は城山公園内で保存されている。

## 遺跡歴
- 戦前、『香取郡誌』・『地底探検記』に記載[2]。
- 1963年（昭和38年）11月、県立小見川高等学校移転に伴う1号墳の調査（立正大学、1978年に報告書刊行）。
- 1964年（昭和39年）、県立小見川高等学校の整地で露出した石棺群（20号墳）の調査（杉山晋作ら）。
- 1965年（昭和40年）、2号墳の測量調査、5・7-1号墳の発掘調査（立正大学、1978年に報告書刊行）。
- 1966年（昭和41年）2月、町立小見川中学校新築工事に伴う6号墳の発掘調査（早稲田大学）。
- 1969年（昭和44年）4月18日、1号墳出土品が千葉県指定有形文化財に指定[4]。
- 1970年（昭和45年）5月、9号墳の発掘調査（早稲田大学）。
- 1973年（昭和48年）4月23日、4号墳が小見川町指定史跡に指定（現在は香取市指定史跡）。
- 1985年（昭和60年）10月、清風荘改築に先立つ13号墳の測量・周溝確認調査（小見川町教育委員会）。
- 1987年（昭和62年）3月、城山公園の用地拡幅に伴う14号墳の確認調査（小見川町教育委員会）
- 1991年（平成3年）5月、城山公園の用地拡幅に伴う14号墳の発掘調査（香取郡市文化財センター）。
- 1992年（平成4年）、4号墳の測量・発掘調査（香取郡市文化財センター、1993年に報告書刊行）。
- 1996年（平成8年）、整地事業に伴う3号墳の発掘調査（香取郡市文化財センター、1997年に報告書刊行）。

## 一覧

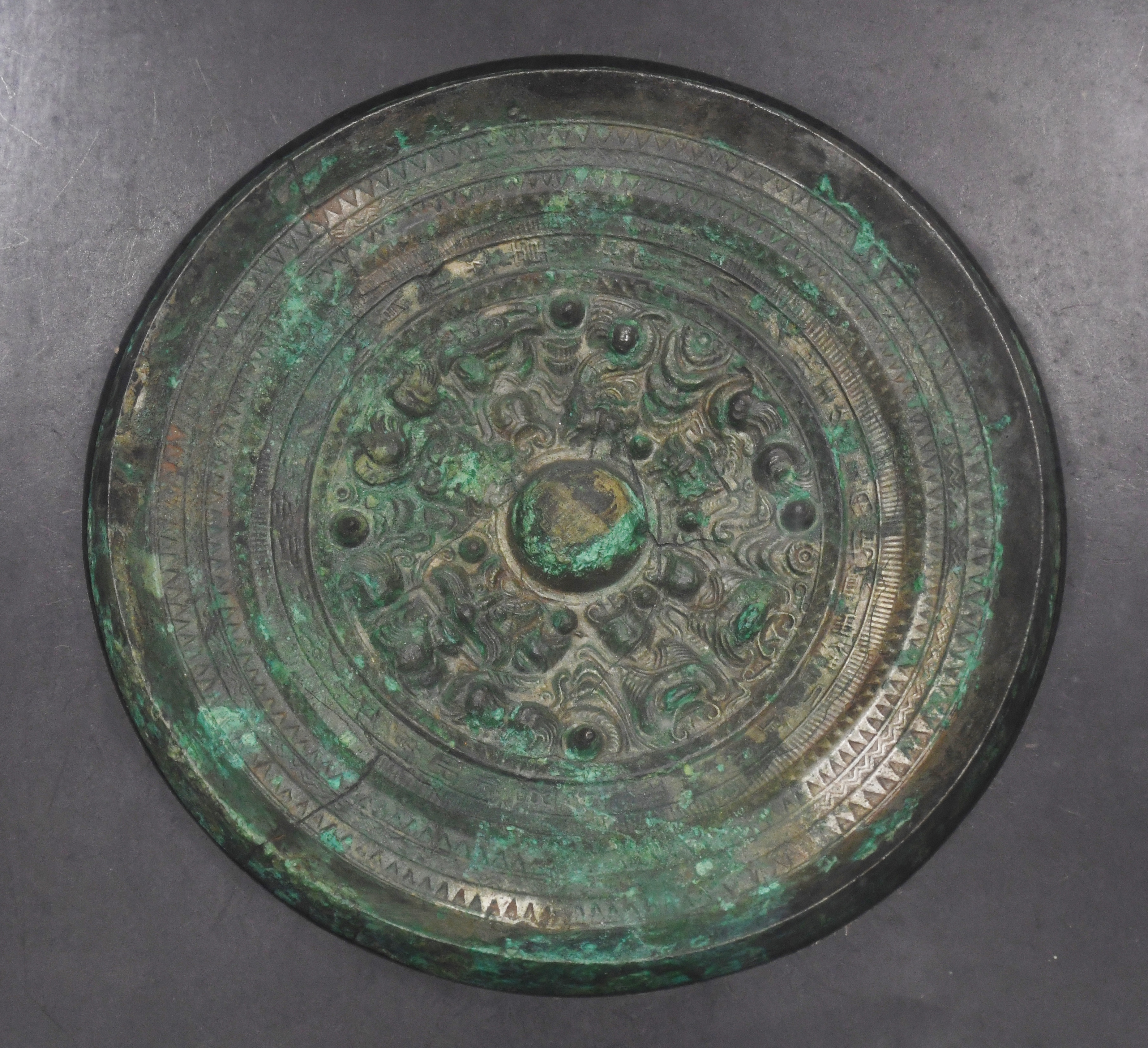
1号墳 三角縁三神五獣鏡（複製） 香取市文化財保存館展示（他画像も同様）。
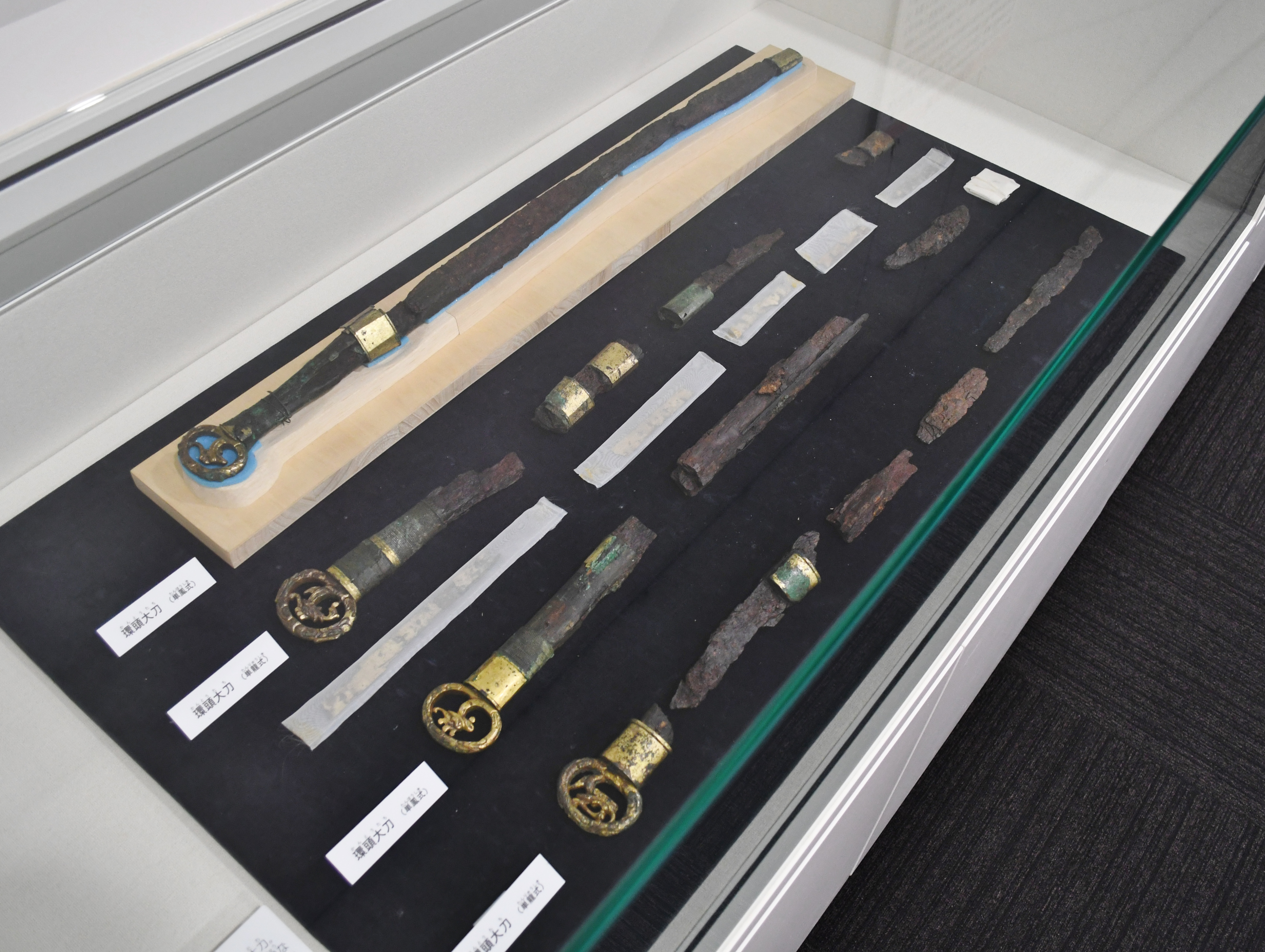
1号墳 装飾付大刀
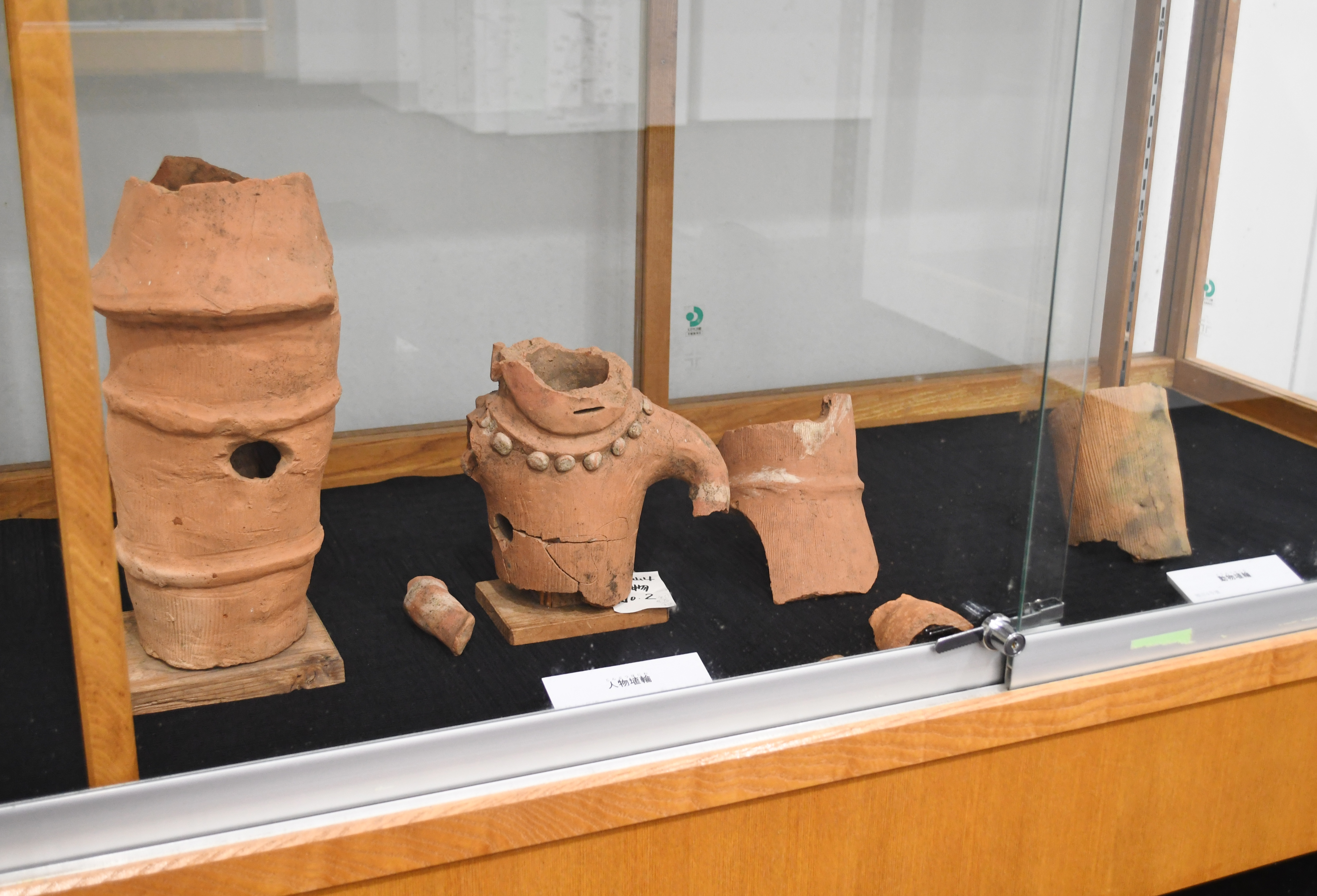
4号墳 形象埴輪
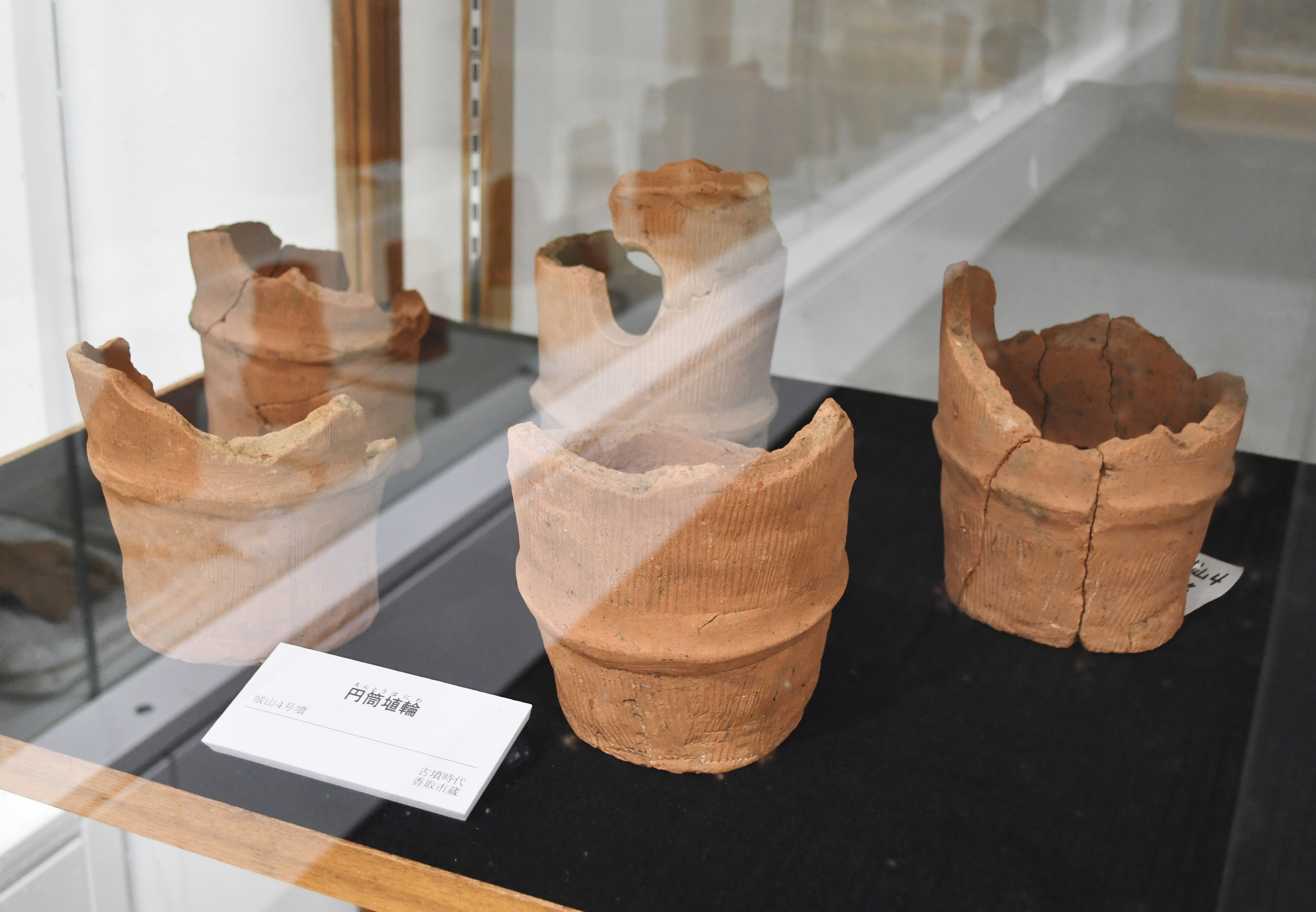
4号墳 円筒埴輪
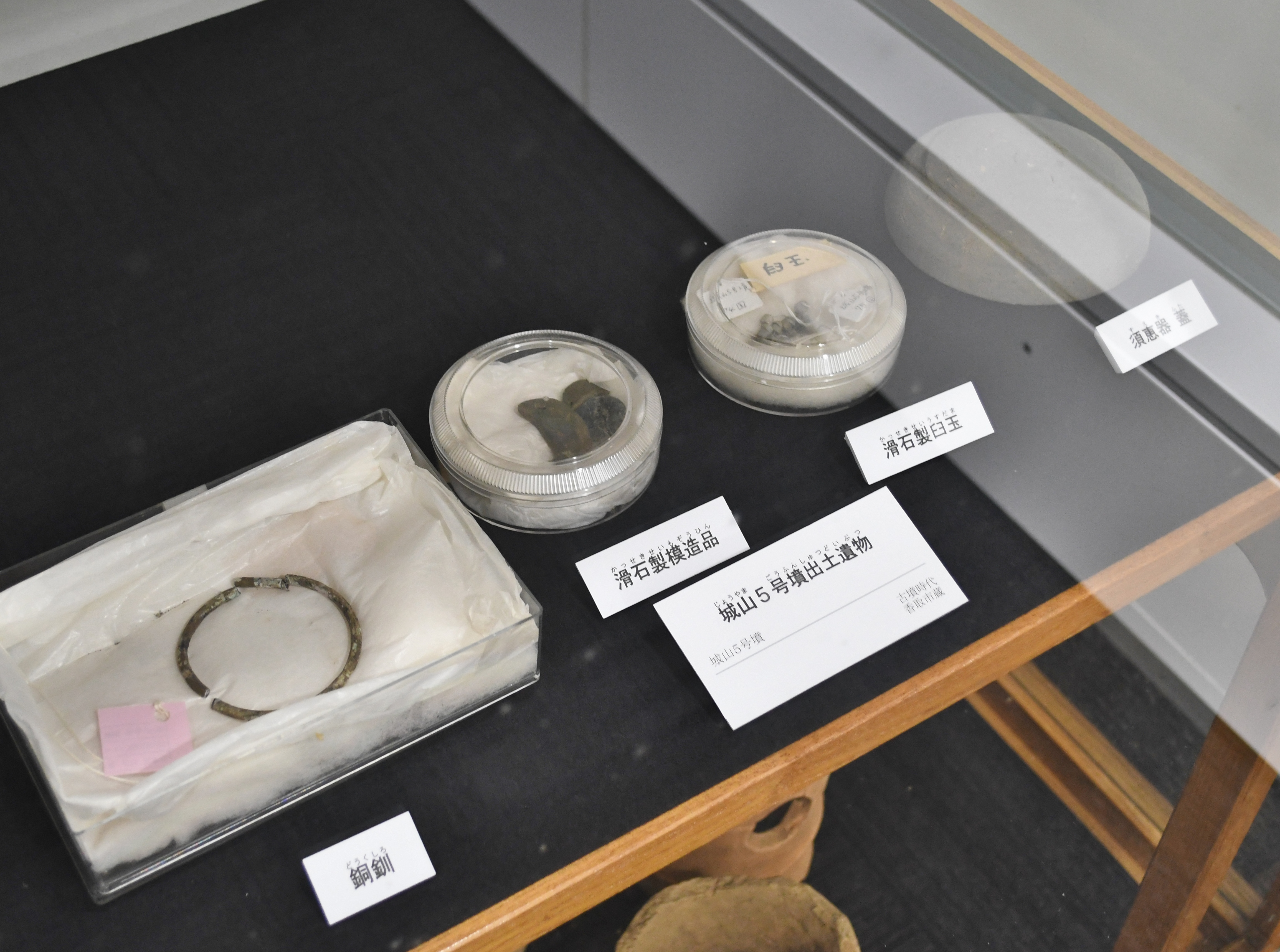
5号墳 出土品
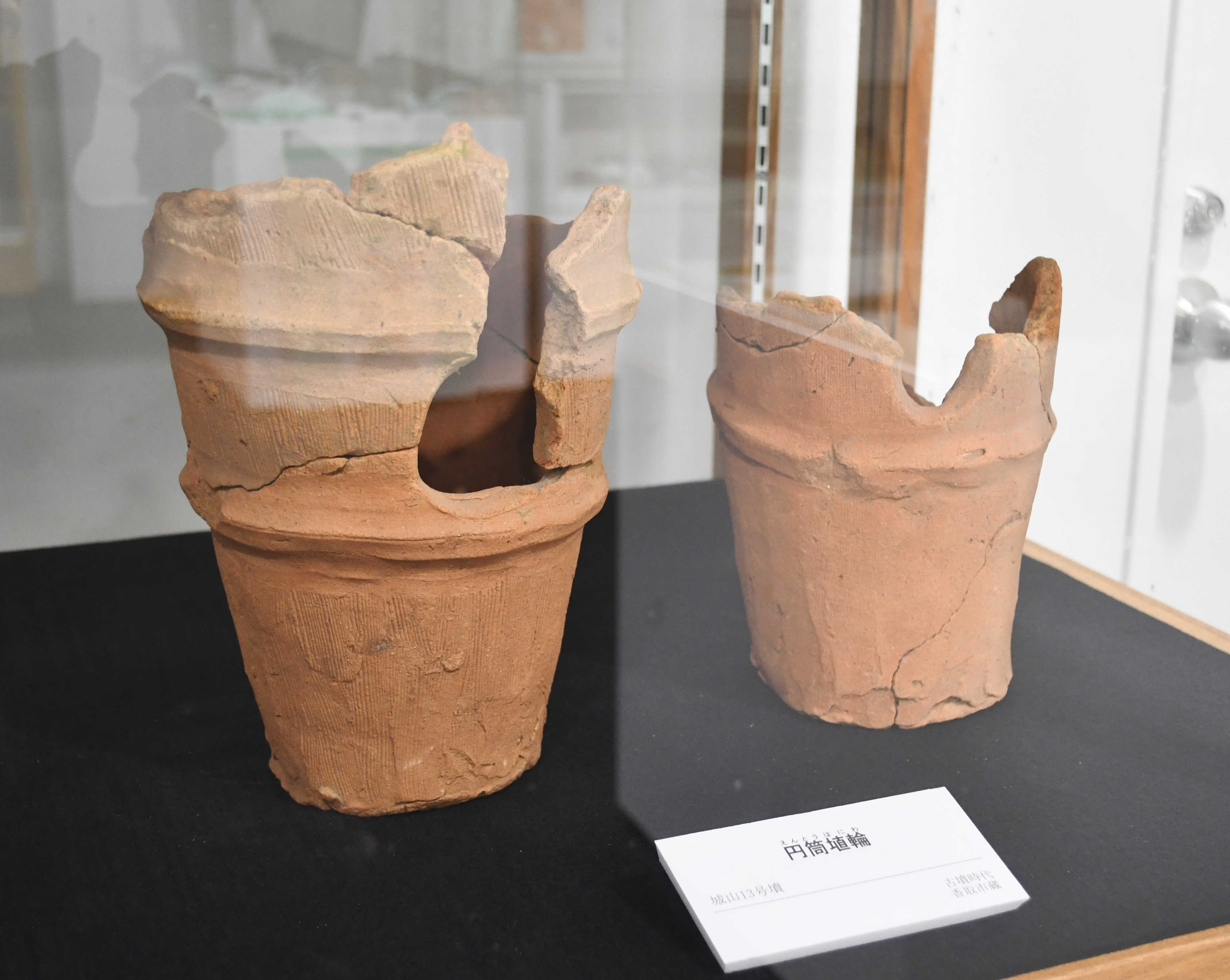
13号墳 円筒埴輪

| 古墳名               | 形状       | 規模        | 埋葬施設                  | 出土品                                                  | 築造時期       | 備考                                                                         |
| -------------------- | ---------- | ----------- | ------------------------- | ------------------------------------------------------- | -------------- | ---------------------------------------------------------------------------- |
| 1号墳                | 前方後円墳 | 墳丘長68m   | 横穴式石室 （内部に木棺） | 副葬品多数・埴輪                                        | 6世紀中葉      | 1963年発掘調査 横穴式石室は城山公園内に移築保存 出土品は千葉県指定有形文化財 |
| 2号墳 （伝興世王墓） | 前方後円墳 | 墳丘長45m   | （推定）横穴式石室        |                                                         |                | 1965年測量調査                                                               |
| 3号墳 （伝姫塚）     | 方墳       | 一辺19m     | 箱式石棺2基?              | 墳頂：直刀片3・刀子・鉄鏃・須恵器4 墳裾：直刀2・須恵器2 | 7世紀前半      | 1996年発掘調査                                                               |
| 4号墳                | 前方後円墳 | 墳丘長34m   |                           | 埴輪                                                    | 6世紀中葉      | 1992年測量・発掘調査 香取市指定史跡                                          |
| 5号墳                | 前方後円墳 | 墳丘長51m   | 木棺直葬?                 | 銅釧・鉄片・滑石製模造品・須恵器・土師器・埴輪          | 6世紀前半-中葉 | 1965年発掘調査                                                               |
| 6号墳                | 前方後円墳 | 墳丘長42m   | 横穴式石室                | 鉄鏃片・鉄釘・砥石                                      | 7世紀代        | 1966年調査                                                                   |
| 7-1号墳              | 円墳?      |             | 地下式箱式石棺            | 人骨・鉄釘・須恵器                                      | 7世紀中葉      | 1965年発掘調査                                                               |
| 7-2号墳              | 円墳       |             |                           |                                                         |                |                                                                              |
| 8号墳                | 円墳       | 直径5m      |                           |                                                         |                |                                                                              |
| 9号墳                | 前方後円墳 | 墳丘長49m   | 横穴式石室                | 須恵器                                                  |                | 1970年発掘調査                                                               |
| 10-1号墳             | 円墳       | 直径15m     |                           |                                                         |                |                                                                              |
| 10-2号墳             | 円墳       | 直径10m     |                           |                                                         |                |                                                                              |
| 11号墳               | 方墳       | 一辺10m     |                           |                                                         | 7世紀以降      |                                                                              |
| 12号墳               | 円墳       |             |                           |                                                         |                | 消滅                                                                         |
| 13号墳               | 前方後円墳 | 墳丘長40m   | 横穴式石室?               | 埴輪                                                    | 6世紀中葉      | 1985年測量・確認調査                                                         |
| 14号墳               | 前方後円墳 | 墳丘長30.5m | 地下式箱式石棺            | 鉄製刀子・須恵器・土師器・埴輪                          | 6世紀中葉      | 小見川城築城の際に削平 1987年確認調査 1991年発掘調査                         |
| 15号墳               | 円墳       |             |                           |                                                         |                |                                                                              |
| 16号墳               | 円墳       |             |                           |                                                         |                |                                                                              |
| 17号墳               | 円墳       |             |                           |                                                         |                |                                                                              |
| 18号墳               | 円墳       |             |                           |                                                         |                |                                                                              |
| 19号墳               | 円墳       |             |                           |                                                         |                | 消滅                                                                         |
| 20号墳               | 変則的古墳 |             | 地下式石棺7基             | 直刀・刀子                                              | 6世紀末-7世紀  | 1964年調査                                                                   |

- 1号墳 三角縁三神五獣鏡（複製）
香取市文化財保存館展示（他画像も同様）。
- 1号墳 装飾付大刀
- 4号墳 形象埴輪
- 4号墳 円筒埴輪
- 5号墳 出土品
- 13号墳 円筒埴輪

## 文化財

### 千葉県指定文化財
- 有形文化財
  - 城山第一号古墳出土品 - 香取市文化財保存館保管。1969年（昭和44年）4月18日指定[4]。

### 香取市指定文化財
- 史跡
  - 城山第4号墳 - 1973年（昭和48年）4月23日指定。

## 関連施設
- 香取市文化財保存館（香取市羽根川、小見川市民センターいぶき館内） - 城山古墳群の出土品を保管・展示。

## 関連文献
（記事執筆に使用していない関連文献）
- 報告書
  - 『千葉県小見川町城山古墳の調査（立正大学博物館学講座研究報告 第2）』立正大学文学部博物館学講座、1965年。
  - 『城山第一号前方後円墳』小見川町教育委員会、1978年。
  - 『城山4号墳（香取郡市文化財センター調査報告書 第19集）』香取郡市文化財センター、1993年。
  - 『城山3号墳（香取郡市文化財センター調査報告書 第52集）』香取郡市文化財センター、1997年。
- その他
  - 市毛勲・多宇邦雄「千葉県香取郡小見川町城山発見石棺群と城山六号墳の調査」『古代』第58号、早稲田大学考古学会、1974年12月、26-36頁。
  - 近藤麻美「房総半島における特殊石室2 城山六号墳石室とその周辺」『史館』第8号、史館同人、1977年3月31日、1-6頁。
  - 橋本裕子「統計分析による人物埴輪の分類 千葉県城山1号墳を例として」『埴輪研究会誌』第1号、埴輪研究会、1995年5月15日、37-59頁。
  - 城倉正祥「千葉県香取市城山5号墳出土人物埴輪」『埴輪研究会誌』第11号、埴輪研究会、2007年5月、149-158頁。
  - 犬木努「城山1号墳の埴輪列小考 後円部墳頂の埴輪列をめぐって」『埴輪研究会誌』第15号、埴輪研究会、2011年5月29日、79-92頁。
  - 近藤麻美「千葉県香取市城山4号墳出土埴輪について」『埴輪研究会誌』第18号、埴輪研究会、2014年5月、163-179頁。
  - 犬木努「城山一号墳の発掘調査記録写真（1） 千葉県香取市城山古墳群の基礎資料（1）（その1）」『大阪大谷大学紀要』第50号、大阪大谷大学志学会、2016年2月、1-46頁。
  - 犬木努「城山五号墳の発掘調査記録写真（1） 千葉県香取市城山古墳群の基礎資料（2）（その1）」『大阪大谷大学紀要』第51号、大阪大谷大学志学会、2017年2月、1-32頁。
  - 犬木努「城山一号墳の発掘調査記録写真（2） 千葉県香取市城山古墳群の基礎資料（1）（その2）」『大阪大谷大学紀要』第52号、大阪大谷大学志学会、2018年2月、13-54頁。
  - 犬木努「城山一号墳の発掘調査記録写真（3） 千葉県香取市城山古墳群の基礎資料（1）（その3）」『志學臺考古』第19号、大阪大谷大学歴史文化学科、2019年3月、46-21頁。